# Světový pohár v biatlonu 2016/2017 – Nové Město na Moravě

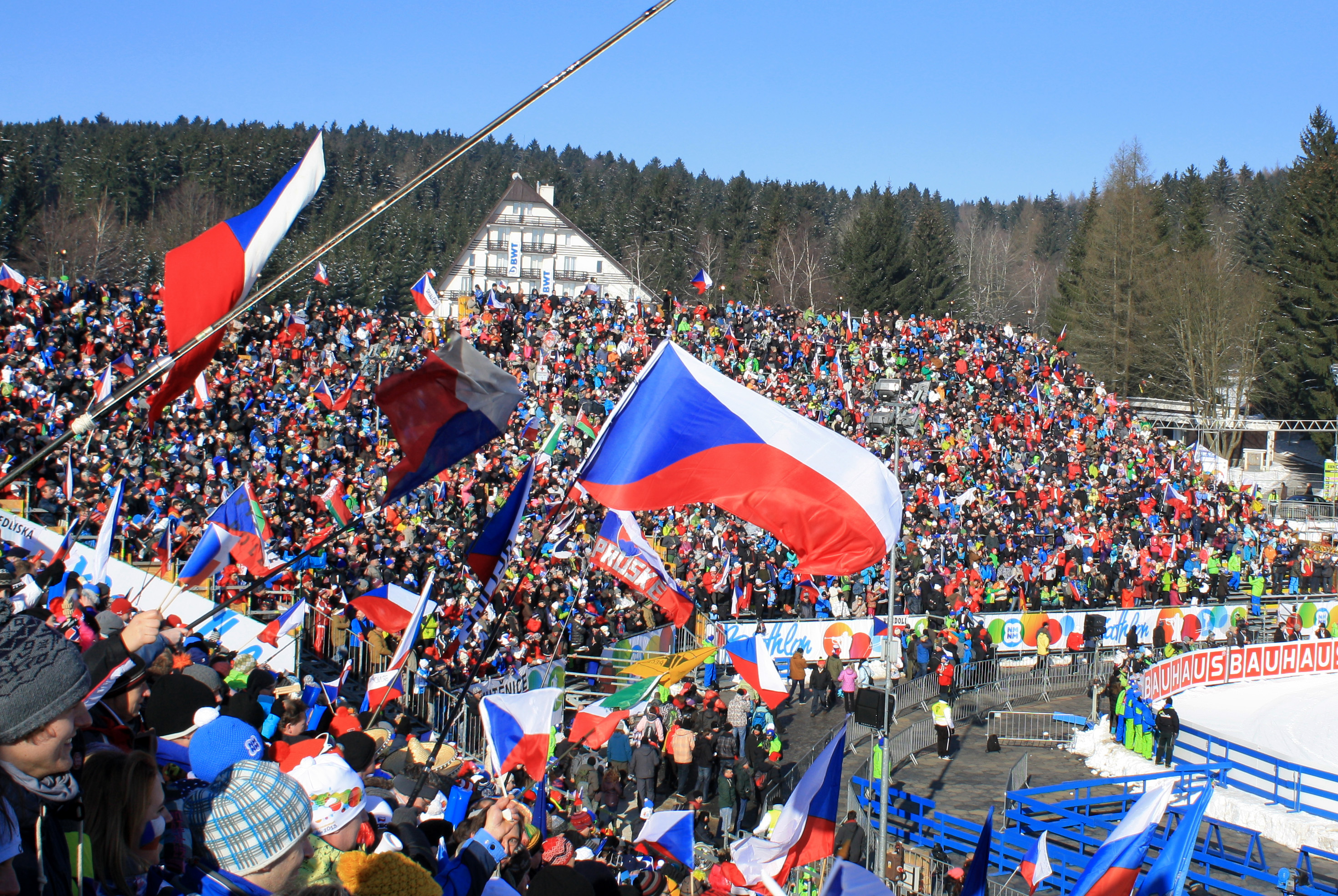
Dějiště světového poháru Vysočina Arena (2015)

3. podnik Světového poháru v biatlonu v sezóně 2016/17 probíhal od 13. do 18. prosince 2016 v českém Novém Městě na Moravě. Na programu byly mužské a ženské závody ve sprintech, stíhací závody a závody s hromadným startem. 
Celková divácká návštěvnost činila 123 500 lidí. Zahraniční závodníci i média oceňovali silnou atmosféru, kterou diváci vytvořili. Česká televize zaznamenala rekordní průměrnou sledovanost závodu.

## Program závodů
Oficiální program:
| Datum        | Disciplína                       | Začátek (SEČ) | Počet závodníků |
| ------------ | -------------------------------- | ------------- | --------------- |
| 15. prosince | Sprint (muži)                    | 17:30         | 101             |
| 16. prosince | Sprint (ženy)                    | 17:30         | 96              |
| 17. prosince | Stíhací závod (muži)             | 15:00         | 58              |
| 17. prosince | Stíhací závod (ženy)             | 17:30         | 58              |
| 18. prosince | Závod s hromadným startem (muži) | 11:45         | 30              |
| 18. prosince | Závod s hromadným startem (ženy) | 14:15         | 29              |

## Průběh závodů

### Sprinty
Závod mužů probíhal za účasti 25 000 diváků. Z českých reprezentantů se poprvé v této sezoně dostal do první desítky závodníků Ondřej Moravec, který zvládl obě střelby bez chyby, i když vleže střílel opatrně. „Ten ležák jsem neskutečně hlídal, musela to být obrovská doba.“ řekl v rozhovoru pro Českou televizi. Běžecky zaběhl sice průměrné časy okolo 25. místa; i to ale stačilo na osmou pozici v cíli, jeho nejlepší umístění v závodě jednotlivců v této sezoně. Dalším čistě střílejícím Čechem byl Jaroslav Soukup, který však běžel o dvacet sekund pomaleji, což stačilo na 19. místo. Michal Krčmář rozběhl závod rychle, ale vstoje nezasáhl dva terče a se ztrátou více než minutu dojel na 28. místě, což bylo jeho nejhorší umístění v tomto ročníku světového poháru. Naopak Michal Šlesingr udělal tři chyby hned při první střelbě a i když pak střílel čistě, dosáhl jen na 44. pozici. Závod vyhrál stejně jako čtyři z pěti předchozích Francouz Martin Fourcade, i když tentokrát musel o vítězství bojovat až do konce. Při druhé střelbě udělal jednu chybu a do posledního kola vyjížděl s téměř čtvrtminutovou ztrátou na průběžně vedoucího Rusa Antona Šipulina. Předvedl však nejrychlejší poslední kolo, na druhém mezičase snížil odstup na dvě sekundy a v cíli byl o 1,6 sekundy dříve.
Sprint žen rozběhla nejlépe Gabriela Koukalová, která první položku střílela čistě, stále průběžně vedla a k druhé střelbě přijížděla s téměř čtvrtminutovým náskokem. Při ní však ztratila jistotu, začátek střelby odkládala a nezasáhla tři terče. Odjížděla na 13. pozici, ale rychlým během si průběžné umístění neustále vylepšovala. Několik set metrů před cílem najela podle vlastních slov na kámen, spadla a dojela třináctá. I s tímto pádem však dosáhla nejlepšího běžeckého času. Veronika Vítková střílela vleže čistě, ale vstoje udělala chybu a skončila na 16. místě. Eva Puskarčíková se stejnou střelbou, ale s o trochu pomalejším během dojela na 21. pozici. Lucie Charvátová nezasáhla pět terčů a dojela na 64. místě, o pět pozic za ní skončila při své premiéře ve světovém poháru Markéta Davidová s třemi chybami na střelnici. Největším překvapením bylo první místo Rusky Taťány Akimovové, pro kterou to bylo nejen první vítězství, ale i první stupně vítězů ve světovém poháru. Další překvapení, Anaïs Chevalierová z Francie, byla po druhé střelbě o tři sekundy před Ruskou, ale v posledním kole jí docházely síly, ztratila sedm sekund a dojela druhá.

### Stíhací závody
Do závodu mužů se kvalifikovali čtyři čeští reprezentanti. Všichni zastříleli první položku čistě, po ní však Ondřej Moravec na zledovatělé trati spadl a zlomil pažbu své malorážky. S náhradní zbraní pak při druhé střelbě vleže nezasáhl ani jeden terč a odjížděl z ní na 53. pozici. Při dalších střelbách vstoje už udělal jen jednu chybu a závod dokončil jako padesátý. Diváci mu v cíli připravili nadšené ovace. Michal Krčmář udělal jednu chybu při třetí střelbě, zlepšoval ale stále svoji pozici a z 28. místa na startu se dostal na desáté v cíli. Později si postěžoval, že mu z kopce jely pomaleji lyže. Michal Šlesingr, který udělal dvě chyby při střelbě vstoje, se celkově třetím nejlepším běžeckým časem posunul o 25 pozic oproti startu a dojel na 19. místě. Do nedělního závodu s hromadným startem se probojovali všichni čeští reprezentanti včetně Jaroslava Soukupa, který skončil dvacátý.  Vyhrál opět Martin Fourcade, který pouze v prvních dvou kolech soupeřil s Antonem Šipulinem. Další kola už jel jasně v čele a zvítězil s půlminutovým náskokem.
Do stejného závodu žen nastupovala Gabriela Koukalová z 13. místa. Při první střelbě udělala jako všechny české reprezentantky jednu chybu a na trať vyjížděla na 14. místě. I když pak běžela rychle a posouvala se dopředu, při dalších dvou chybách při střelbách vstoje však zase ztrácela. V cílové rovině pak vyhrála sprinterský souboj s Tiril Eckhoffovou a dojela osmá. „Tři chyby, to je moc. Je zázrak, že jsem v desítce. Musím střílet lépe,“ zhodnotila svůj výkon po závodě. Veronika Vítková se díky čisté střelbě vleže zlepšovala, ale po dvou střelbách vstoje a při pomalejším závěru dojela do cíle na 12. místě. Eva Puskarčíková vinou tří chyb na střelnici a pomalejšího běhu dokončila závod na 26. pozici. Pro svoje první vítězství v kariéře si před celkem 35 000 diváky dojela Anaïs Chevalierová, když se po druhé střelbě dostala do čela a v posledním kole odrazila nástup Dorothey Wiererové.

### Závody s hromadným startem
Poprvé v historii se do tohoto závodu, ve kterém startuje 30 biatlonistů, probojovali čtyři čeští muži. Pažba Ondřeje Moravce, kterou si předcházející den při sjezdu zlomil, byla slepena, takže mohl startovat se svou originální zbraní. I díky Moravcově pádu byla trať mírně pozměněna tak, aby závodníci do tohoto místa najížděli menší rychlostí; ani to však nezabránilo pádu Johannese Bø v posledním kole, když jel třetí. Při první střelbě udělal Michal Šlesingr tři chyby a když v průběhu závodu přidal další tři, dokončil jako poslední, třicátý. Michal Krčmář střílel poprvé čistě a proto se udržoval v čelní skupině, na všech dalších střelbách však udělal jednu chybu a dojel na 19. místě. Ještě lépe si počínal vleže bezchybný Jaroslav Soukup, který v polovině závodu jel jako druhý. Vstoje však nezasáhl celkem čtyři terče a do cíle dojel na 27. pozici. Ondřej Moravec udělal při první střelbě jednu chybu, ale další dvě položky zastřílel čistě, a tak se propracoval na čtvrté místo. Při poslední zastávce na střelnici sice jednou chyboval, ale protože většina nejbližších soupeřů si nepočínala lepe, svoji pozici neztratil. Předjel jej už jen celkově druhý Simon Schempp. Do cílové roviny vjížděl Moravec jako čtvrtý za Rusem Antonem Babikovem; předjet však už nestačil a dojel do cíle 0,3 sekundy za ním. Přesto to bylo nejlepší umístění českých biatlonistů v tomto ročníku světového poháru. Zvítězil opět Martin Fourcade: po druhé střelbě byl sice až čtrnáctý, ale během třetího kola stáhl ztrátu 20 sekund a díky oběma čistým střelbám vstoje si už udržoval dostatečný náskok až do cíle.
V závodě žen se poprvé návštěvníci biatlonových akcí v Novém Městě na Moravě, kterých tento den přišlo 34 000, dočkali – zatím zde nikdy český reprezentant závod na mistrovství světa ani ve světovém poháru nevyhrál. Podařilo se to Gabriele Koukalové, i když se její vítězství nerodilo lehce. Na atypické trati, která byla zkrácena o nebezpečné místo a jela se proto na šesti dvoukilometrových okruzích, zastřílela čistě první položku vleže, ale při druhé jednou chybovala. V následujícím kole, do kterého odjížděla jako dvanáctá, však dokázala snížit ztrátu na vedoucí závodnice o více než 20 sekund. Přesto při první střelbě vstoje dokázala střílet čistě a navíc rychle. Protože většina soupeřek zde chybovala, odjížděla Koukalová s náskokem osmi sekund. Ten sice při běhu z větší části ztratila, ale poslední položku zastřílela čistě a odjížděla s malým náskokem před Dorotheu Wiererovou. V běhu získávala na Italku mírný náskok, ale dojížděla ji Němka Laura Dahlmeierová, která jela poslední dvě kola nejrychleji ze všech. V závěrečném stoupání však Koukalová náskok udržela a s jistotou dojela do cíle jako první před Dahlmeierovou a Wiererovou. Veronika Vítková udělala při střelbách vleže celkem tři chyby a dojela na 18. místě, Eva Puskarčíková se stejným počtem chyb o jedno místo za ní.

## Pořadí zemí
| Pořadí | Země    | 1. místo | 2. místo | 3. místo | Celkově |
| ------ | ------- | -------- | -------- | -------- | ------- |
| 1.     | Francie | 4        | 1        | 1        | 6       |
| 2.     | Rusko   | 1        | 2        | 2        | 5       |
| 3.     | Česko   | 1        | 0        | 0        | 1       |
| 4.     | Německo | 0        | 2        | 0        | 2       |
| 5.     | Itálie  | 0        | 1        | 1        | 2       |
| 6.     | Norsko  | 0        | 0        | 1        | 1       |
| 6.     | USA     | 0        | 0        | 1        | 1       |
|        | Celkem  | 6        | 6        | 6        | 18      |

## Umístění na stupních vítězů

### Muži
| Disciplína                        | První místo     | Výkon             | Druhé místo   | Výkon             | Třetí místo            | Výkon             |
| Sprint (10 km)                    | Martin Fourcade | 23:48,0 (0+1)     | Anton Šipulin | 23:49,6 (0+0)     | Emil Hegle Svendsen    | 23:54,4 (0+1)     |
| Stíhací závod (12,5 km)           | Martin Fourcade | 32:53,6 (0+1+0+0) | Anton Šipulin | 33:23,8 (0+0+1+1) | Quentin Fillon Maillet | 33:31,9 (0+0+0+0) |
| Závod s hromadným startem (15 km) | Martin Fourcade | 36:18,9 (0+1+0+0) | Simon Schempp | 36:27,2 (1+1+0+0) | Anton Babikov          | 36:28,3 (0+0+0+1) |

### Ženy
| Disciplína                          | První místo        | Výkon             | Druhé místo        | Výkon             | Třetí místo        | Výkon             |
| Sprint (7,5 km)                     | Taťána Akimovová   | 21:58,9 (0+0)     | Anaïs Chevalierová | 22:03,2 (0+0)     | Susan Dunkleeová   | 22:04,0 (0+0)     |
| Stíhací závod (10 km)               | Anaïs Chevalierová | 30:38,1 (1+0+0+0) | Dorothea Wiererová | 30:47,6 (0+1+1+0) | Taťána Akimovová   | 30:57,5 (1+0+0+0) |
| Závod s hromadným startem (12,5 km) | Gabriela Soukalová | 34:42,1 (0+1+0+0) | Laura Dahlmeierová | 34:45,2 (2+0+0+0) | Dorothea Wiererová | 34:51,8 (1+0+0+0) |